# Mark Webber (acteur)
Mark Webber (Minneapolis, Minnesota, 19 juli 1980) is een Amerikaanse acteur, scenarioschrijver en regisseur bekend van zijn rollen in de films Snow Day, Wapens en Scott Pilgrim vs the World.

## Biografie
Webber werd geboren in Minneapolis, Minnesota, waar hij zijn jongere jaren doorbracht. Zijn moeder, Cheri Lynn Honkala, is een bekend pleitbezorger voor de daklozen in Philadelphia en de vice-presidentskandidaat van de Groene Partij in de 2012 presidentsverkiezingen. Hij werd opgevoed door zijn alleenstaande moeder in Noord-Philadelphia. Daar brachten ze hun tijd dakloos door, woonachtig in auto's en verlaten gebouwen, en worstelde om te overleven tijdens de strenge winters. Hij en zijn moeder zijn al vele jaren en zijn nog steeds daklozen advocaten. Zij organiseren wandelingen in protesten, helpen om kiezers te onderwijzen en zijn vrijwilligers om te zorgen voor voedsel en onderdak aan de stedelijke armen in Philadelphia en elders. 

## Carrière
Webber begon zijn acteercarrière in 1998. Hij is voorstander van onafhankelijke producties en uitdagende rollen, met een intense karakterisering.

## Persoonlijk leven
Webber had een relatie met actrice Frankie Shaw. Ze hebben een zoon samen, Isaac Love (geboren in 2008). Het einde van de relatie met Shaw, inspireerde hem om de film the end of love te maken, hij en zijn zoon speelde samen in deze film en ging in première in januari 2012. Webber en Shaw delen gezamenlijk het gezag over hun zoon.
In september 2012, begon Webber de Australische actrice Teresa Palmer te daten, nadat ze contact zocht met hem via Twitter. Ze verloofden zich in augustus 2013, en trouwde op 21 december 2013 in Mexico. Ze hebben een zoon, Bodhi Rain (geboren op 24 februari 2014).

## Filmografie

### Films/Televisieseries
| Jaar | Titel                                 | Rol                   |
| ---- | ------------------------------------- | --------------------- |
| 1998 | The Evil Within                       | Ralph                 |
| 1998 | Edge City                             | Johnny                |
| 1999 | Jesus' Son                            | Jack Hotel            |
| 1999 | Whiteboyz                             | Trevor                |
| 1999 | Drive Me Crazy                        | Dave Ednasi           |
| 2000 | Animal Factory                        | Tank                  |
| 2000 | Snow Day                              | Hal Brandston         |
| 2000 | Boiler Room                           | Kind                  |
| 2001 | The Rising Place                      | Will Bacon            |
| 2001 | Storytelling                          | Scooby Livingston     |
| 2001 | Chelsea Walls                         | Val                   |
| 2002 | The Laramie Project (televisiefilm)   | Aaron McKinney        |
| 2002 | Hollywood Ending                      | Tony Waxman           |
| 2002 | People I Know                         | Ross                  |
| 2002 | Bomb the System                       | Anthony 'Blest' Campo |
| 2004 | Winter Solstice                       | Pete Winters          |
| 2004 | Dear Wendy                            | Stevie                |
| 2005 | Broken Flowers                        | The Kid               |
| 2006 | Just Like the Son                     | Daniel                |
| 2006 | The Hottest State                     | William Harding       |
| 2007 | Weapons                               | Sean                  |
| 2007 | The Good Life                         | Jason Prayer          |
| 2007 | The Memory Thief                      | Lukas                 |
| 2008 | Good Dick                             | Derek                 |
| 2008 | Explicit Ills                         | Picket Crowd Member   |
| 2008 | T Takes: Room 207                     | Gast in kamer 207     |
| 2008 | T Takes: Mark Webber                  | Gast in kamer 207     |
| 2009 | Shrink                                | Jeremy                |
| 2009 | Life Is Hot in Cracktown              | Ridley                |
| 2010 | Scott Pilgrim vs. the World           | Stephen Stills        |
| 2010 | Gift of the Magi (televisiefilm)      | Jim Young             |
| 2011 | The Lie                               | Tank                  |
| 2012 | The End of Love                       | Mark                  |
| 2012 | Save the Date                         | Jonathan              |
| 2012 | For a Good Time, Call...              | Sean                  |
| 2013 | Goodbye World                         | Benji Henry           |
| 2014 | Laggies                               | Anthony               |
| 2014 | Happy Christmas                       | Kevin                 |
| 2014 | 13 Sins                               | Elliot Brindle        |
| 2014 | The Ever After                        |                       |
| 2014 | Jessabelle                            | Preston               |
| 2018 | Don't Worry, He Won't Get Far On Foot | Mike                  |

## Trivia
- Webber woonde de Hoge School voor de Kunsten in Philadelphia bij.
- Zijn moeder, Cheri Lynn Honkala, is van  Finse en Indiaanse afkomst